# Casi di emergenza
Casi di emergenza è un romanzo di Michael Crichton in cui viene raccontata l'esperienza dell'autore ad un pronto soccorso di Boston nei primi anni sessanta.

## Il romanzo
Il romanzo segue le storie di cinque pazienti durante la loro permanenza nel pronto soccorso, ed il contesto del loro trattamento medico. L'autore, nella ristampa del 1994 del romanzo, nota come le pratiche mediche (sia la cultura, che la terminologia ed i finanziamenti) siano cambiate notevolmente dall'anno in cui il libro è stato scritto (1970), ma lasciò inalterato il testo per poter dare al lettore uno sguardo realistico della situazione dell'epoca.
I cinque pazienti in questione sono Ralph Orlando, un operaio gravemente ferito nel crollo di una impalcatura; John O'Connor, un uomo di mezza età colpito da una fortissima febbre; Peter Luchesi, un giovane che ha subito delle gravi ferite alle mani; Sylvia Thompson, la passeggera di un aereo che avverte forti dolori toracici; ed Edith Murphy, madre di tre figli, colpita da una malattia letale.
Il romanzo è stato il punto di partenza per la produzione della serie televisiva E.R. - Medici in prima linea, iniziata nel 1994.

## Edizioni
- Michael Crichton, Casi di emergenza, traduzione di Marenco M. T., collana Gli Elefanti, Garzanti, 2006,  p. 222, ISBN 88-11-68029-8.